# Петър Коришки
Петър Коришки е български средновековен светец, почитан като такъв и от Сръбската православна църква.

## Биография
Роден е в село Кориша в близост (северно) до Призрен, а според друга версия – в село Уймир край Печ – Хвостно.
Службата му е написана от хилендарския монах Теодосий. Според местни легенди като млад бил орач (орял с кьорав вол), а след смъртта на родителите си започнал да води пустиножителен живот първо със сестра си, след което я напуснал тайно и според Теодосий се замонашил в близкия до Уймир манастир „Св. Петър и Павел“, а според другата версия се предвижил към планината Кориша (между селата Кориша и Кабаш), където избрал за своето усамотение с пост една пещера – в нея той се борил с изкушенията на демоните и вършел чудеса до своята смърт.
Петър Коришки, заедно с Йоан Девичи, е считан канонично и традиционно и за сръбски светец.
Народните предания и култ към отшелника били канонизирани от Стефан Душан (който резидирал край Призрен), който уж бил открил мощите на светеца случайно по време на лов, след което довел там на поклонение жена си Елена Срацимир и сина си Стефан Урош (между 1346 – 1355 г.) По този повод и село Кориша се споменава като метох на Хилендарския манастир в Хилендарската грамота на Стефан Душан от 1343 г. 